# Buddleja glomerata
Buddleja glomerata là một loài thực vật có hoa trong họ Huyền sâm. Loài này được H.L.Wendl. mô tả khoa học đầu tiên năm 1825.